# Almoradí
Almoradí è un comune spagnolo situato nella comunità autonoma Valenciana.